# クライストチャーチ・アートセンター

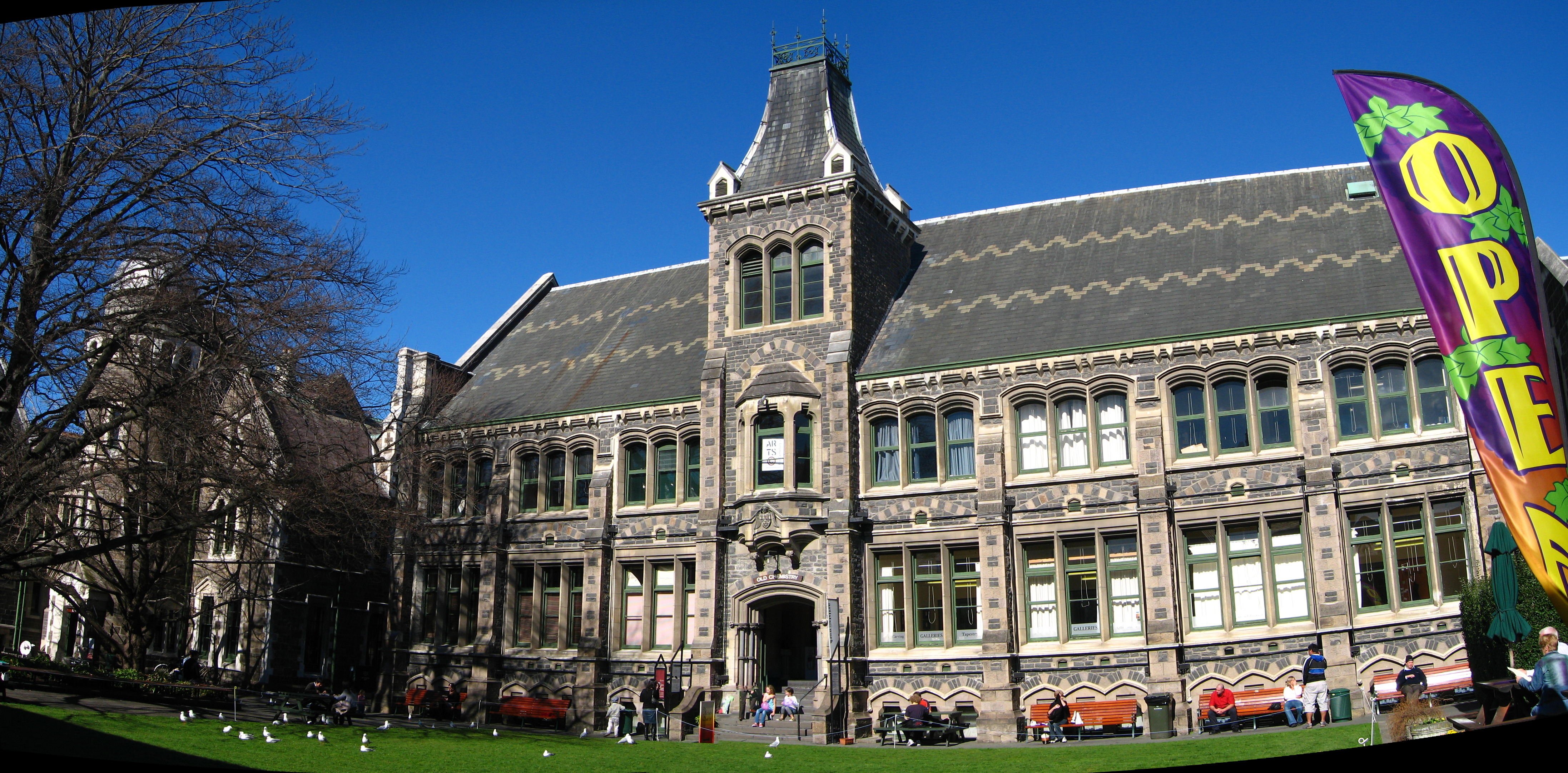
旧化学講堂

クライストチャーチ・アートセンター（英：The Arts Center of Christchurch）は、ニュージーランド南島クライストチャーチ市に所在する文化施設。
旧カンタベリー・カレッジ校舎（現・カンタベリー大学校舎）として建造されたネオ・ゴシック建築様式の建物。「アートセンター」の呼び名で知られ、クライストチャーチの芸術活動の拠点としてさまざまな催しが開催されている。

## 歴史
1873年にカンタベリー・カレッジ（現・カンタベリー大学）が開校し1876年に現在の敷地へ移転。1877年に建築家ベンジャミン・マウントフォート設計の時計台が完成。その後、多くの建築家が石造校舎建設に携わり1920年代までに現在の建物が完成。
当初は敷地内にクライストチャーチ・ガールズ・ハイスクール、クライストチャーチ・ボーイズハイスクールを併設していたが、その後、2つの高校が移転し大学校舎として1974年まで使用された。
1973年にカンタベリー大学創立100周年記念式典が挙行され、歴史的建造物の保全を目的に大学校舎の移転を決定。1975年に新校舎がアイラム地区に完成したため大学校舎としての役割りを終える。
1978年にクライストチャーチ・アートセンター信託委員会が設立され、以後、同委員会がアートセンターの管理運営を行っている。

## 施設館内
美術品、工芸品を取り扱う店舗、土産物店など40店舗以上が入店する。その他、飲食店、カフェテリア、美術館、映画館、劇場などを有し、国内外から集まる芸術家の活動拠点となっている。レジデント・アーティスト制度を採用しており、国内外より美術家を招聘し期間限定の展覧会を開催している。週末にはマーケットも開催され多くの買い物客や観光客で賑わいを見せる（マーケットが開催されるのは週末のみ）。
大学校舎として建造された歴史から現在も建物の名称に旧講義室名を採用している。一部の建物は現在もカンタベリー大学付属施設として大学の研究/演習施設として使用されている。
カンタベリー大学付属施設
- ソーファ美術館(SOFA Gallery) - 美術学部付属美術館
- テ・プナ・トイ(Te Puna Toi) - 演劇/映画学部付属施設（映画フィルム書庫、ソーファ美術館付属施設）
- ユニバーシティー・シアター(University Theatre) - 演劇/映画学部付属演習施設
- タウンゼンド天文台(Townsend Observatory) - 物理/天文学部付属天文台（2011年2月22日の余震で倒壊）

|  |  |  |